# 瓦尔西 (意大利)

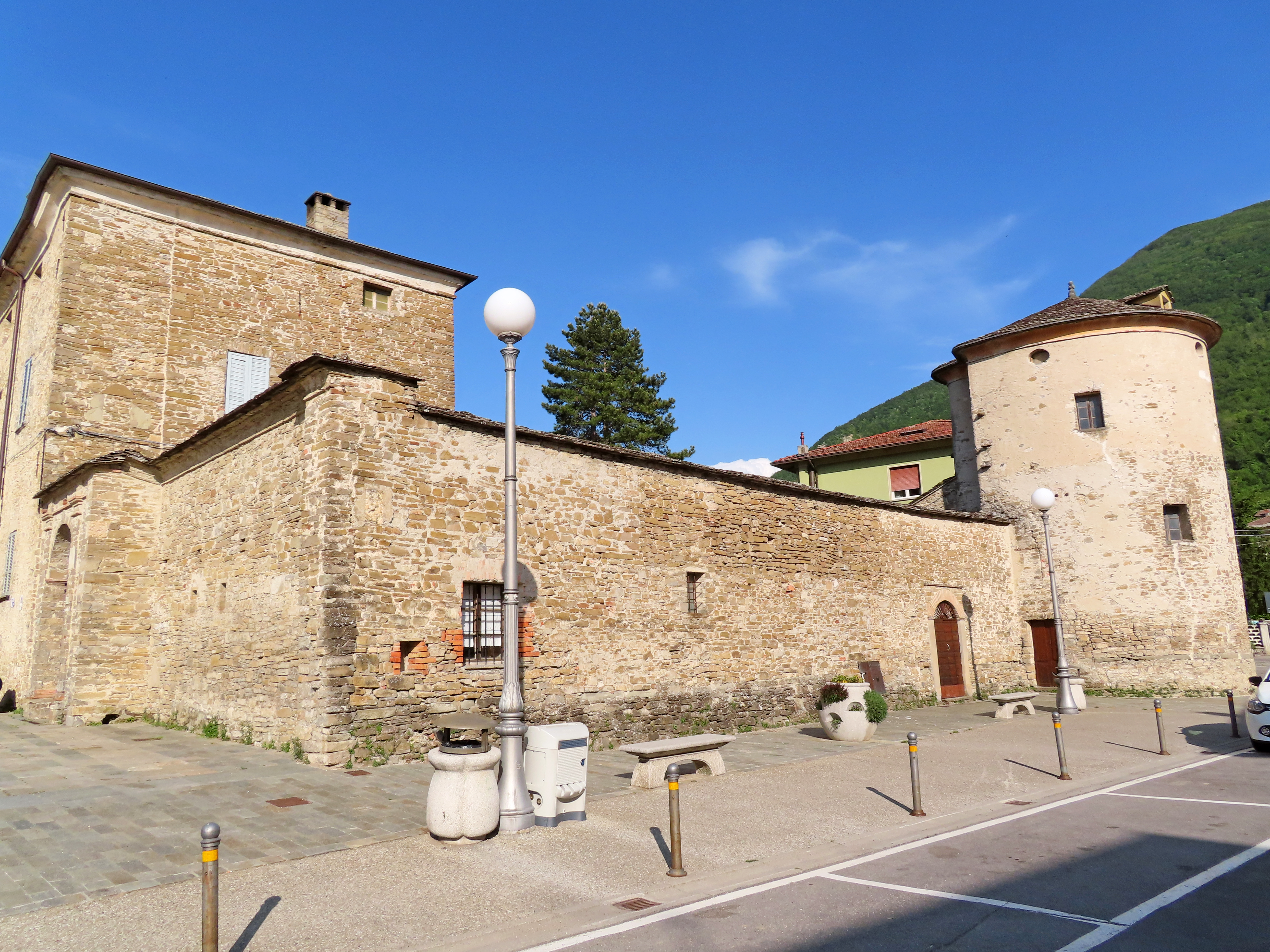
城堡

瓦尔西（義大利語：Varsi）是意大利艾米利亚-罗马涅大区帕爾馬省的市镇，位于博洛尼亚西边120公里、帕爾馬西南边40公里处。市镇面积为79.6平方公里，2007年人口数量为1,352人。